# 南十字星大學
南十字星大學（英語：Southern Cross University，又譯南克魯斯大學，簡稱）是一所校區位於黃金海岸、利斯莫尔與科夫斯港的綜合型公立大學。
南十字星大學（Southern Cross University）是澳大利亞的綜合型公立大學。1994年由澳大利亞新南威爾士州政府改名為南十字星大學，得名於南半球夜空中最明亮的南十字星座。

## 校區
南十字星大學共有四個校區：
- Coffs 港口校區－位於Hogbin Drive，Coffs Harbour NSW 2450
- Lismore 校區－位於Military Road，East Lismore NSW 2480
- Gold Coast 黃金海岸校區－位於Southern Cross Dr Bilinga QLD 4225
- The Hotel School Sydney 校區－位於117 Macquarie Street，Sydney NSW 2000

## 學校特色
澳大利亞南十字星大學是一所擁有學士、碩士和博士學位授予權的大學，現擁有在校生10000餘人，其中包括國際留學生1000餘人。其專業設置涵蓋了教育、天文、地理、海洋、科學、商業、體育、法律、藝術等各個方面。南十字星大學的科學系、運動科學和體育管理系、旅遊及酒店管理系等部分院系是該校的名牌系。

## 校內設備及服務
留學生可在校園中居住。大學有自助（可自己做飯）公寓，可共400名學生使用。國際辦公室向留學生提供極佳的支持服務，包括抵達接站、住宿安置、學習與英語支持、個人建議與支持、畢業典禮、社交活動等。
設施包括眾多的電腦實驗室、設有一個學習協助與英語支持中心的一流圖書館、醫療中心、職業與輔導服務、銀行、書店、餐館等。此外，學生還有高質量的娛樂與體育設施。
同時，南十字星大學與中國眾多院校合作辦學：天津科技大學TUST- SCU； 大連大學DLU- SCU;长春师范大学CCNU-SCU。

## 院系設置
1. 科學系（School of Science）
2. 運動科學和體育管理系 （School of Exercise Science and Sport Management）
3. 旅遊及酒店管理系（School of Tourism and Hospitality Management）
4. 工商管理博士學程（Doctor of Business Administration (DBA)）
5. 物流管理碩士學程（Master of Supply Chain Management）

## 排名
2024年QS世界大學學科排名中位列第651－660位。